# Thomas Phillips (Brits marineofficier)
Thomas "Tom" Spencer Vaughan Phillips (Pendennis Castle, Falmouth, 19 februari 1888 – bij Kuantan (Maleisië) in de Zuid-Chinese Zee, 10 december 1941) was een Britse officier in de Royal Navy. Zijn bijnaam was "Tom Thumb" door zijn korte postuur.  Hij was vooral bekend om zijn commando over Force Z tijdens de Japanse invasie van Malaya en ging tot slot ten onder met zijn vlaggenschip, het slagschip HMS Prince of Wales.

## Biografie
Philips was de zoon van kolonel Thomas Vaughan Wynn Philips, Royal Artillery. Zijn moeder was Louisa Mary Adeline de Horsey Phillips, de dochter van admiraal Algernon Frederick Rous de Horsey.
In 1903 ging Philips bij de Royal Navy als zeecadet. Hij werd in 1904 een adelborst, in 1907 gepromoveerd tot onderluitenant en in juli 1908 tot luitenant. 
In de Eerste Wereldoorlog diende Philips op torpedojagers in de Middellandse Zee en in het Verre Oosten. In juni 1919 werd hij toegevoegd aan het stafcollege en van 1920 tot 1922 was hij een militair adviseur bij de Volkenbond. In juni 1921 promoveerde hij tot commander en in juni 1927 tot kapitein. In 1932 werd hij benoemd tot assistent-directeur van de plandivisie van de Admiralty. In 1938 werd hij gepromoveerd tot commodore en in januari 1939 tot Rear Admiral en voerde het bevel over de torpedojagers van de Home Fleet.
Van 1 juni 1939 tot 21 oktober 1941 was Philips plaatsvervangend en dan Vice-Chief of the Naval Staff. Hij kreeg het vertrouwen van Winston Churchill, die hem in februari 1940 liet benoemen tot waarnemend viceadmiraal. In januari 1941 droeg Philips bij aan de ondermijning van de geloofwaardigheid van het eerste onderzoek wegens de vernietiging van de HMS Hood.
Philips werd in laat 1941 benoemd tot opperbevelhebber van de Far East Fleet, een stap die enige controverse in de hogere echelons van de Royal Navy opleverde, waar Philips beschouwd werd als een “bureauadmiraal”. Hij werd benoemd tot waarnemend admiraal en koos op 29 oktober 1941 het ruime sop en ging op weg naar zijn hoofdkwartier in Singapore. Hij reisde met een marinedetachement dat bekendstond als Force G, bestaande uit zijn vlaggenschip, het nieuwe slagschip HMS Prince of Wales, samen met de slagkruisers HMS Repulse en vier torpedojagers HMS Electra, HMS Express, HMS Encounter en HMS Jupiter. Het was ook de bedoeling dat het nieuwe vliegkampschip HMS Indomitable ook naar Singapore zou reizen, maar ze liep op haar eerste reis in West-Indië aan de grond en was niet klaar om mee te varen met de andere schepen.  Philips en de andere schepen arriveerde op 2 december 1941 in Singapore, waar zij opnieuw werden aangewezen tot Force Z.
Zonder enige oorlogsverklaring landden op 8 december 1941 Japanners in Malaya. De inzet van de schepen was een beslissing van Winston Churchill. Hij werd ernstig gewaarschuwd voor het door de First Sea Lord Sir Dudley Pound en zijn latere vriend, veldmaarschalk Jan Smuts, premier van Zuid-Afrika die het lot van de schepen voorspelde, voordat de HMS Repulse Durban voor Singapore verliet.
Philips was al lang van mening dat vliegtuigen geen bedreiging vormden voor de schepen en dus hij ging met Force Z op weg bestaande uit de HMS Prince of Wales, HMS Repulse en vier torpedojagers (HMS Electra, HMS Express, HMAS Vampire en HMS Tenedos) om zonder luchtsteun de Japanners te onderscheppen. Over deze beslissing werd vanaf toen altijd gediscussieerd. 
Het lukte Philips niet om de Japanners te vinden, maar de Japanse onderzeeboot I-60 vond hem toen hij naar Singapore terugkeerde. Prince of Wales en Repulse werden op 10 december 1941 door een Japanse luchtaanval  van 86 bommenwerpers en torpedobommenwerpers van de 22ste Luchtmacht vloot in Saigon tot zinken gebracht. De torpedojagers redden 2.081 van de 2.921 bemanningsleden van de gezonken schepen, maar 326 bemanningsleden van het vlaggenschip verloren hun leven. Kapitein John Cattarall Leach en Philips gingen met hun schip ten onder.

## Militaire loopbaan
- Naval Cadet: 1903
- Midshipman: 1904
- Waarnemend Sub-Lieutenant: 15 juli 1907?[1]
- Sub-Lieutenant: 9 april 1908, anciënniteit 15 juli 1907[1]
- Lieutenant: 20 juli 1909, anciënniteit 15 juli 1908[1]
- Lieutenant-Commander: 15 juli 1916[1]
- Commander: 30 juni 1921[1]
- Captain: 30 juni 1927[1]
- Rear Admiral: 10 januari 1939[1]
- Vice Admiral: 7 februari 1940[1]
- Admiral: 1941[1]

## Decoraties
- Ridder Grootkruis in de Orde van het Britse Rijk
- Ridder Grootkruis in de Orde van het Bad
- Orde van Voorname Dienst